# Казахская Википедия
Каза́хская Википе́дия (каз. Қазақша Уикипедия, Qazaqşa Wikipedia, قازاقشا ۋىيكىيپەدىييا) — раздел Википедии на казахском языке. По состоянию на 12 августа 2025 года казахский раздел Википедии содержит 239 899 статей различной тематики; по данному показателю казахская Википедия занимает 48 место среди всех языковых разделов.
Языковой раздел открылся 3 июня 2002 года. Особенность этого раздела Википедии в том, что он использует три разных алфавита: кириллицу (Казахстан, Россия, Узбекистан и Монголия), латиницу (Турция) и арабское письмо (Китай и Иран). Весь контент можно автоматически конвертировать в вариант на любом из этих алфавитов и работать в выбранном варианте. Её опыт используют другие Википедии, которые пишутся с использованием разных алфавитов. Наибольшее влияние на казахский раздел оказывают русская и английская Википедии.

## Основные статистические показатели

### Количественные
По состоянию на 12 августа 2025 года казахский раздел Википедии содержит 239 899 статей, занимая по этому показателю 49-е место среди всех языковых разделов. Зарегистрировано 167 429 участника, из них 216 совершили какое-либо действие за последние 30 дней, 14 участников имеют статус администратора, а 2 участника имеют статус бюрократов. Общее число правок составляет 3 491 543.

### Качественные
Качество энциклопедии в целом измерить непросто. Одним из относительных показателей развитости отдельных языковых разделов, который было предложено использовать ещё в 2006 году, является так называемая «глубина». При расчёте «глубины» принимается во внимание соотношение между служебными страницами и статьями в общем количестве страниц языкового раздела, а также среднее количество правок на каждую статью. По глубине (8,4) на 6 декабря 2014 года казахская Википедия занимает 32 место среди 52 разделов Википедии, имеющих свыше 100 тысяч статей.
По состоянию на 12 августа 2025 года в казахском разделе Википедии 18 избранных статей и 6 хороших статей.
На 16 ноября 2014 года по объёму тысячи статей, которые должны быть в каждой Википедии, казахская Википедия занимает 51-е место среди других языковых разделов.

### Посещаемость
Казахская Википедия находится на 41 месте по посещаемости среди всех разделов Википедии — количество просмотров её страниц составляет около 7900 в час. В Казахстане занимает второе место после русской Википедии по посещаемости.

## История

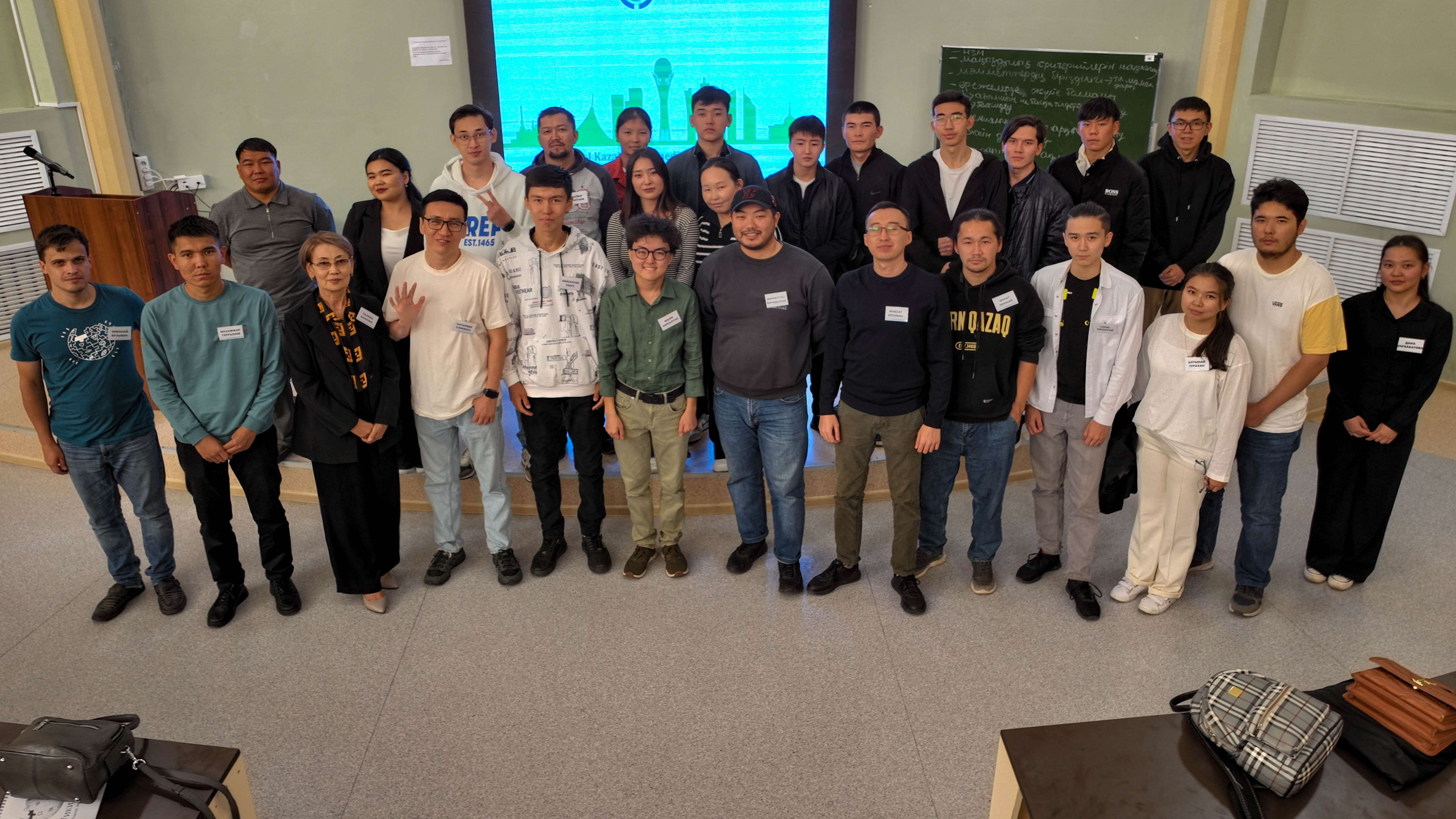
Общее фото участников Первой Казахской вики-конференции в Астане, 2 сентября 2023 год

16 июня 2011 года в Алма-Ате прошла пресс-конференция общественного фонда WikiBilim, на которой учредитель фонда Рауан Кенжеханулы объявил об общенациональной акции под девизом «200 тысяч статей к 20-летнему юбилею страны».
16 июня 2011 прошла конференция по созданию фонда казахской Википедии. ТОО Казахская энциклопедия разрешила использовать материалы её книг в Википедии.
В Викимания-2011 были отмечены особой наградой достижения казахской Википедии (наиболее заметный рост в течение года, как по числу и объёму статей, так и по числу активных редакторов). Этот быстрый рост был инициирован АО «КазКонтент», далее в партнёрстве с некоммерческой организацией WikiBilim было организована совместная работа по массовому редактированию статей студентами МУИТ на летней практике. Кроме того, из фонда Самрук-Казына было выделено 30 миллионов тенге в 2011 году и 20 миллионов тенге в 2012 году. Эти средства пошли на снятие офиса для WikiBilim, покупку служебной машины, развитие и редактирование раздела, оцифрование источников и передачу авторских прав. Эти деньги были потрачены на платное редактирование (71 подписанный контракт). Оцифровку документов и право размещать материалы книг издательства «Қазақ энциклопедиясы» (в основном дословно) в казахской Википедии было получено запросом АО «Казконтент» в Комитет информации и архивов. Далее было подготовлено письмо от Министерства информации и связи в адрес некоммерческой организации WikiBilim. Активистам Самрук-Казына выделила 100 ноутбуков, а Nokia предоставила 50 мобильных телефонов. У Wikibilim есть десять штатных сотрудников, которые получают постоянную зарплату.
2-3 сентября 2023 года прошла Первая Казахская вики-конференция в ЕНУ, Астана.

## Признанная группа участников
- Юзер-группа Сообщества Казахоязычных Викимедийцев 27 марта 2020

## Книги, залитые в Казахскую Википедию
- Қазақстан ұлттық энциклопедиясы.(Национальная энциклопедия Казахстан) — 50 000 статей
- Қазақ мәдениеті. Энциклопедиялық анықтамалық. Алматы: «Аруна Ltd.» ЖШС, 2005 ISBN 9965-26-095-8
- «Қазақ телевизиясы», Энциклопедия, «ҚазАқпарат» Алматы, 2009 1-т, ISBN 978-601-03-0070-5

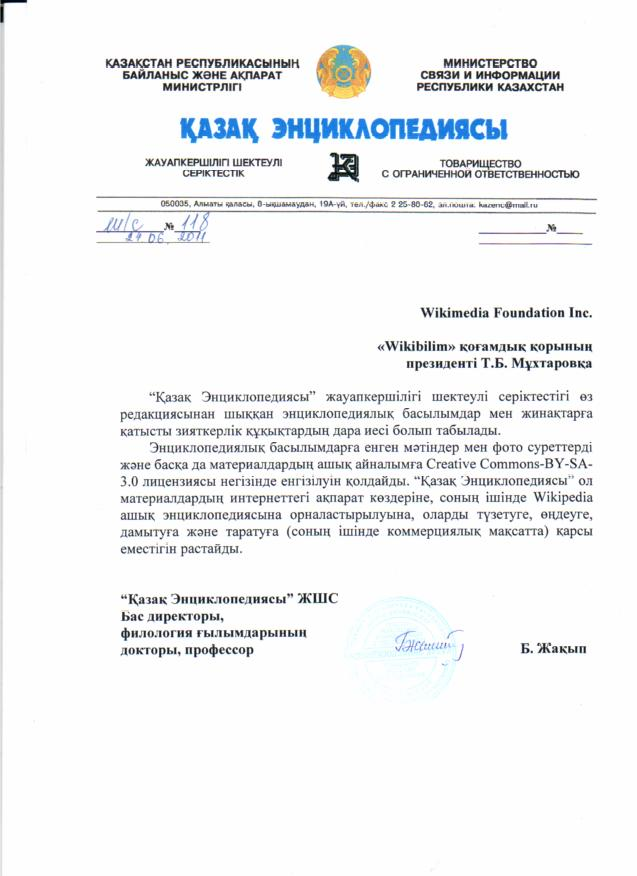
Письмо от Казахской Энциклопедии с заявлением о публиковании её материалов под лицензией CC BY-SA

- Тараз энциклопедиясы

## Хронология
- 2007 год — 1000 статей
- 7 апреля 2011 года — 10 000 статей.
- 9 июля 2011 года — 50 000 статей.
- 12 июля 2011 года — казахский раздел вошёл в число 50 самых крупных разделов Википедии, обойдя раздел на тагальском языке и заняв место позади латинского раздела.
- 25 сентября 2011 года — 500 тысяч правок.
- 19 октября 2011 года — казахский раздел вошёл в число сорока самых крупных разделов Википедии, обойдя эстонский раздел.
- 26 октября 2011 года — 100 000 статей[18].
- 16 декабря 2011 года — 120 000 статей, казахский раздел поднялся на 34-е место.
- 10 июля 2012 года — 1 000 000 правок.
- 6 августа 2012 года — 150 000 статей[19].
- 29 ноября 2012 года — 200 000 статей
- 19 августа 2013 года — 2 000 000 правок.

## Новости
- Какие казахи популярны в Казахской википедии и какого они рода и племени?
- Создатель статьи о казахском мате заблокирован в Википедии
- Уикипедиядағы сауатсыз контенттер, трайбализм мен «өтірік» тіл жанашырлары жайлы (казах.). Azattyq-ruhy.kz (9 августа 2021). Дата обращения: 30 сентября 2021.
- Қарағандылық азамат википедияға 4 000-нан астам мақала жазған (каз.). Saryarqa Aqparat Media Holding. Дата обращения: 27 февраля 2022.
- Википедияда кімдер танымал? (каз.). Saryarqa Aqparat Media Holding. Дата обращения: 29 марта 2022.
- Карагандинец написал более 3 000 статей на Википедии - Газета «Новый Вестник». Дата обращения: 30 сентября 2021.
- День рождения самой популярной энциклопедии в интернете: «Википедии 20 лет»! - Газета «Новый Вестник». Дата обращения: 30 сентября 2021.
- Википедия нас объединяет. НИШ г. Караганда (28 апреля 2021). Дата обращения: 30 сентября 2021.

## Логотип

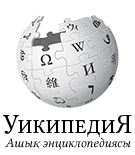
Официальный логотип
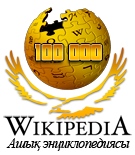
100 000 статей
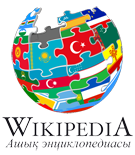
Логотип казахской Википедии во время Конференции Википедий на тюркских языках, проводившейся в Алма-Ате 20—21 апреля 2012 года
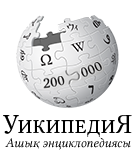
200 000 статей